# Takayuki Chano
Takayuki Chano, född 23 november 1976 i Chiba prefektur, Japan, är en japansk tidigare fotbollsspelare.